# Малинин, Владимир Владимирович
Владимир Владимирович Малинин (12 февраля 1992) — российский футболист, полузащитник.
Воспитанник московских «Локомотива» и «Динамо», в 2010 году выступал за юношескую команду московского «Спартака». В 2011 провёл три игры за «Динамо» Ставрополь во втором дивизионе. Большую часть сезона играл за молодёжную команду «Динамо» Ставрополь
В 2012 году перешёл в эстонский клуб «Калев» Силламяэ, за который играл 1,5 года. Летом 2013 перешёл в «Веллдорис» и сразу был отдан в аренду в «Инфонет». В чемпионате 2013 года провёл 15 игр. В следующем году подписал с клубом полноценный контракт, сыграл в 9 матчах.
Играл за юношеские сборные России.
В 2020 начал профессиональную тренерскую деятельность. В сезоне 2020 был помощником главного тренера в футбольном клубе «ФКИ Левадия Таллинн»